# Großer Wülfeler und Detmarscher Teich
Der Große Wülfeler und Detmarscher Teich (auch Wülfeler und Detmarscher Teich) ist ein Baggersee im Stadtbezirk Döhren-Wülfel im südlichen Stadtgebiet von Hannover, Niedersachsen.
Der etwa 15,5 ha große und verwinkelt strukturierte See gehört zur Gruppe der Ricklinger Kiesteiche im Überschwemmungsgebiet der Leine. Er liegt unmittelbar westlich der Leine, im Westen des Stadtteils Wülfel. Die Tiefe liegt meist bei 5 m, im nördlichen Teilbereich wird an einer Stelle eine Tiefe von 8 m erreicht. Fünf Inseln befinden sich im See.
Der See wird vom Fischereiverein Hannover als Angelgewässer genutzt. 2009 wurden aus dem See Aal, Barsch, Hecht, Karpfen, Regenbogenforelle, Rotauge, Schleie, Wels und Zander gemeldet.